# Bătălia de la Klokotnița
Bătălia de la Klokotnița (în bulgară Битката при Клокотница, Bitkata pri Klokotnitsa) a avut loc la 9 martie 1230 în apropierea satului Klokotnița (astăzi în provincia Haskovo, Bulgaria). Ca rezultat, cel de-al doilea Țarat Bulgar  a devenit din nou cel mai puternic stat din Europa de Sud-Est. Cu toate acestea, puterea bulgară a fost curând contestată și depășită de Imperiul de la Niceea în ascensiune care a restaurat Imperiul Bizantin în 1261. 

## Origini ale conflictului
În jurul anilor 1221–1222, împăratul Ioan Asan al II-lea al Bulgariei a făcut o alianță de pace și de apărare reciprocă cu Teodor Comnen Dukas, conducătorul Despotatului Epirului. Asigurat prin acest tratat, Teodor a reușit să cucerească Tesalonic din mâinile Imperiului Latin de Constantinopol, precum și teritorii din Macedonia, inclusiv Ohrida, și astfel a reușit să înființeze Imperiul Salonicului. După moartea împăratului latin Robert I de Courtenay în 1228, Ioan Asan al II-lea a fost considerat cea mai probabilă alegere ca împărat-regent al lui Balduin al II-lea (până la urmă baronii latini din Constantinopol l-au ales împărat-regent pe Jean de Brienne, care era rege titular al Ierusalimului).  
Teodor a crezut că Bulgaria este singurul obstacol în drumul său spre cucerirea Constantinopolului și la începutul lunii martie 1230 a invadat țara, încălcând tratatul de pace și fără să emită o declarație de război.

## Bătălia

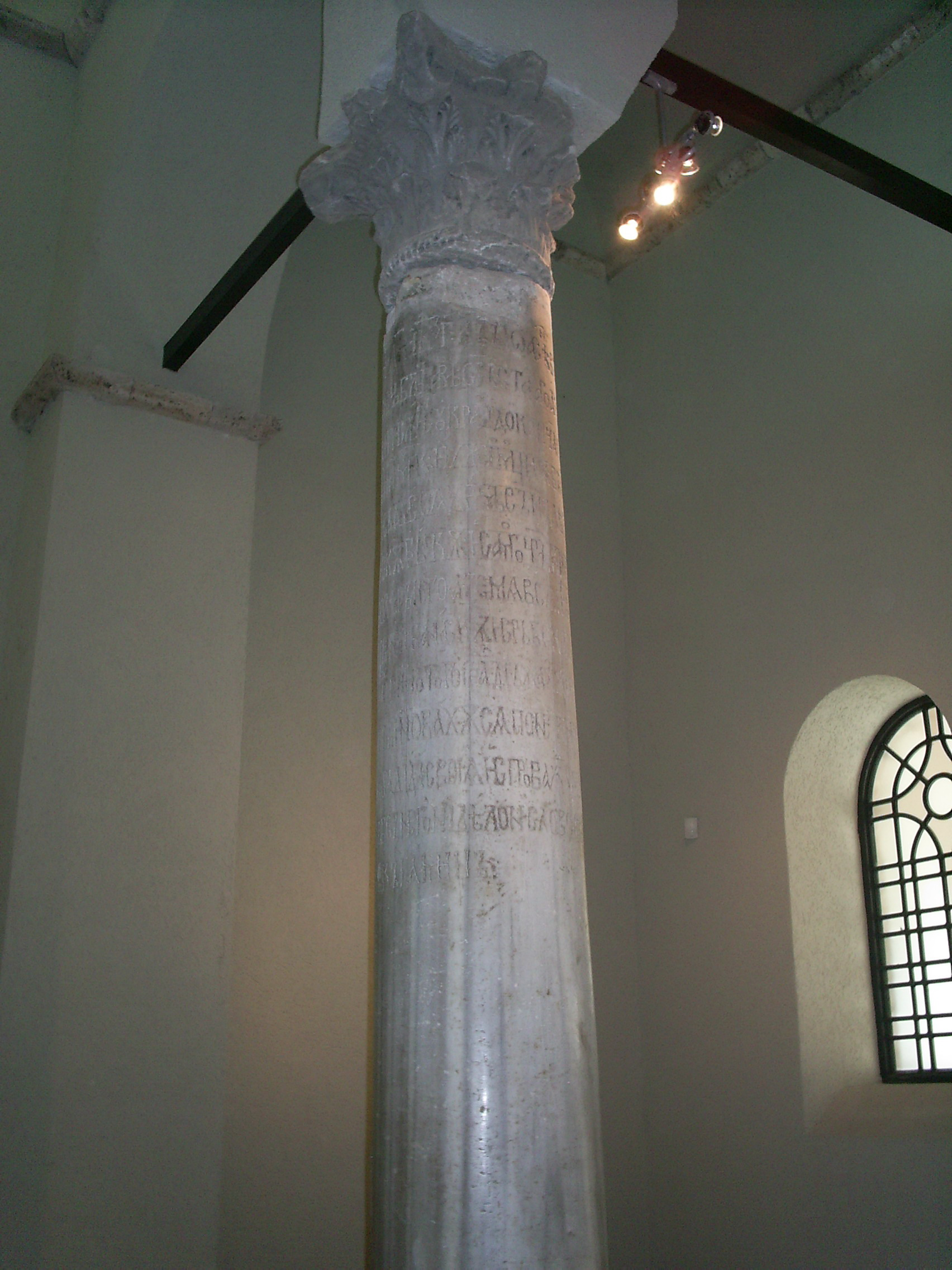
Inscripția de la Turnovo a țarului Ioan Asen II în Biserica Sf. 40 de Martiri în onoarea victoriei de la Klokotnița la 9 martie 1230

Teodor Comnen a adunat o armată mare, inclusiv mercenari occidentali. A fost încrezător în victorie astfel încât a luat întreaga curte regală cu el, inclusiv soția și copiii. Armata lui s-a mișcat încet și a jefuit satele din drum. Atunci când țarul bulgar a aflat că statul a fost invadat, el a adunat o mică armată formată din câteva mii de bărbați (inclusiv cumani, pe care Acropolites îi descrie ca sciți) și a pornit rapid spre sud. În patru zile, bulgarii au parcurs o distanță de trei ori mai lungă decât a călătorit armata lui Teodor într-o săptămână. 
La 9 martie, cele două armate s-au întâlnit în apropierea satului Klokotnița. Se spune că Ivan Asan al II-lea a ordonat ca tratatul de apărare reciprocă să fie pus pe sulița sa și l-a folosit ca drapel. A fost un bun tactician și a reușit să înconjoare inamicul, care au fost surprinși să se întâlnească cu bulgarii atât de curând. Bătălia a continuat până la apusul soarelui. Oamenii lui Teodor au fost învinși complet, doar o mică forță condusă de fratele său Manuel a reușit să scape de pe câmpul de luptă. Restul au fost uciși în luptă sau prinși, inclusiv Curtea Regală a Tesalonicului și Teodor însuși. 

## Inscripția de la Tarnovo a lui Ioan Asan al II-lea
Pentru a comemora bătălia, împăratul bulgar Ioan Asan al II-lea a poruncit realizarea unei inscripții sculptate într-una din coloanele de marmură ale Bisericii „Sfinți Patruzeci de Mucenici” din capitala imperiului bulgar Veliko Tărnovo. Din toate documentele existente, textul acestei inscripții este cea mai precisă dovadă a rezultatului și a consecințelor bătăliei: 
„În anul lumii 6738 (1230), al treilea indiction. Ioan Asan în Dumnezeu Hristos adevărat țar și suveran al bulgarilor, fiul vechiului țar Asan, a ridicat din temelii și a decorat cu artă această biserică sfântă în numele sfinților 40 de mucenici, cu ajutorul cărora în al doisprezecelea an al domniei mele acest templu a fost decorat. M-am dus la război în Romania și am învins armata greacă și l-am capturat pe țarul lor, Kyr Teodore Komnenos, împreună cu toți boierii săi. Și am ocupat toată țara sa de la Odrin (Adrianopol) la Drach (Dyrrhachium), greacă și, de asemenea, albaneză și sârbă; iar orașele din jurul Constantinopolului și chiar acest oraș au fost stăpânite de Frandzi (latinii), dar s-au supus mie și imperiului meu; pentru că nu aveau alt țar în afară de mine și datorită mie ei și-au trăit zilele, pentru că Dumnezeu a ordonat acest lucru, pentru că fără El nicio faptă, niciun cuvânt nu se face. Slavă Lui pentru totdeauna, amin."

## Urmări
Ioan Asan al II-lea i-a eliberat imediat pe soldații prinși, fără nicio condiție, iar nobilii au fost duși la Tărnovo. Faima sa de conducător milos și drept a ajuns înaintea marșului său spre țările lui Teodor Comnen și teritoriile recent cucerite ale lui Teodor Comnen în Tracia și Macedonia au fost redobândite de Bulgaria fără rezistență. Tesalonic în sine a devenit stat vasal bulgarilor sub conducerea fratelui lui Teodor, Manuel.  
Cu toate acestea, Ioan Asan al II-lea nu a putut să supună inima Epirului, nici Grecia Centrală. În plus, după moartea lui Ioan Asan al II-lea, vasalitatea Epirului față de Țaratul Bulgar a încetat și Bulgaria a intrat într-un declin politic rapid, între timp Despotatul Epirului a crescut încă o dată sub conducerea lui Mihail al II-lea Comnen Dukas al Epirului care a recucerit multe țări ale țaratului decăzut.

## Vezi și
- Alexie Slav